# مجتبی یاسینی
مجتبی یاسینی (زاده ۱۳۳۱) بازیگر، تهیه‌کننده و کارگردان ایرانی است.

## زندگی‌نامه
مجتبی یاسینی مدرک کارشناسی خود را در رشتهٔ بازیگری و کارگردانی از دانشکدهٔ هنرهای دراماتیک تهران دریافت کرد. او کار هنری‌اش را در سال ۱۳۴۹ با بازی در مجموعهٔ تلویزیونی «داش پالکی» آغاز نمود. سپس در سال ۱۳۵۰ نمایش «خاله سوسکه» را با بازیگران ناشنوا به روی صحنه برد و سپس «شیرشاه»، «خورشید در چنگ دیو»، «رهایی»، «نمکی»، «قصهٔ گلها»، «راحیل» و «کلاغ سفید» را برای کودکان کارگردانی کرد. وی از طریق برنامه‌های تلویزیونی، به کودکان آموزش تئاتر داده‌است.
مجتبی یاسینی از سال ۱۳۵۸ کار در تلویزیون را به‌طور جدی‌تر پی گرفت و مجموعه‌های «راز باغچه»، «سعید و سارا»، «زنگ بیداری»، «شادزی»، «روزهای تنهایی»، «آقای ساعتچی»، «خانهٔ ما» و «آوای بی‌صدا» را در آن سال‌ها کارگردانی نمود. وی در حال حاضر در مرکز تولید تئاتر حرفه‌ای وزارت فرهنگ و ارشاد اسلامی مشغول به کار است.

## کارنامهٔ هنری

### سینما به‌عنوان بازیگر
- شوخی (۱۳۷۸)

### تلویزیون به‌عنوان کارگردان
| سال       | نام                               | | توضیحات |
| --------- | --------------------------------- | --- | ------- |
| ۱۳۹۲      | تله‌فیلم «یک ماه و ده روز» (لجباز) | در نوروز ۱۳۹۳ از شبکه ۱ پخش شد.خواننده تیتراژ پایانی: میعاد حسینی. ترانه‌سرا: محسن اصفهانی                                                                  |         |
| ۱۳۹۲      | تله‌فیلم «دنیای آقای سخی»          | در نوروز ۱۳۹۳ از شبکه ۱ پخش شد.نویسنده: محسن اصفهانی. |         |
| ۱۳۹۲      | تله‌فیلم «پس از آن روز»            | از شبکه ۲ پخش شد. |         |
| ۱۳۹۰      | تله‌فیلم «خانه‌ای در مه»            | از شبکه ۱ پخش شد. |         |
| ۱۳۸۹      | تله‌فیلم «با من حرف بزن»           | از شبکه ۱ پخش شد. |         |
| ۱۳۸۷      | طفلان مسلم                        | در محرم ۱۳۸۷ از شبکه ۲ پخش شد. |         |
| ۱۳۸۳      | بوی غریب پاییز                    | |         |
| ۱۳۸۱      | عسل‌ها و مثل‌ها                     | برنامه کودک و نوجوان شبکه ۱. نویسندگان: ایوب آقاخانی، محسن اصفهانی، حسین کیانی و رجا همدانی. آهنگساز و خواننده تیتراژ: رسول نجفیان. ترانه‌سرا: محسن اصفهانی |         |
| ۱۳۸۰      | همراه آفتاب                       | |         |
| ۱۳۷۹      | عروسک مادربزرگ                    | اواخر دهه هفتاد از برنامه کودک شبکه ۲ پخش می‌شد. |         |
| ۱۳۷۷      | آوای بی‌صدا                        | شبکه ۲ |         |
| ۱۳۷۶      | خانه ما                           | |         |
| ۱۳۷۵      | روزهای پرماجرا                    | |         |
| ۱۳۷۴      | لحظه‌های آشنا                      | در ایام رمضان، در برنامه کودک و نوجوان پخش می‌شد. |         |
| ۱۳۷۳      | حکایتی و حکمتی                    | شبکه ۲ |         |
| ۱۳۷۲–۱۳۷۳ | فاصله                             | شبکه ۲ |         |
| ۱۳۷۱      | روزهای تنهایی                     | |         |
| ۱۳۷۱      | پندها و اندرزها                   | |         |
| ۱۳۷۱      | حکایت‌ها                           | |         |
| ۱۳۶۹      | راز باغچه                         | |         |
| ۱۳۶۸      | بچه‌های مدرسه                      | |         |
| ۱۳۶۸      | ظلم شاهان                         | |         |
| ۱۳۶۷      | ماجراهای خانه ما                  | در نوروز ۱۳۶۸ از برنامه کودک پخش شد. |         |
| ۱۳۶۴      | پیر وفا (تاریخ اسلام)             | کارگردان تلویزیونی: «بیژن صمصامی» |         |
| ۱۳۶۴      | ما می‌توانیم                       | کارگردان تلویزیونی: «بیژن فیاد» این مجموعه تلویزیونی، در ۳۹ قسمت ۲۰ دقیقه‌ای، با ارائهٔ قطعات نمایشی به آموزش تئاتر کودکان می‌پرداخت.                         |         |
| ۱۳۴۹      | داش پالکی                         | به عنوان بازیگر به کارگردانی سهراب اخوان |         |